# Calonectria tessellata
Calonectria tessellata är en svampart som beskrevs av Petch 1938. Calonectria tessellata ingår i släktet Calonectria och familjen Nectriaceae.   Inga underarter finns listade i Catalogue of Life.